# Рондела

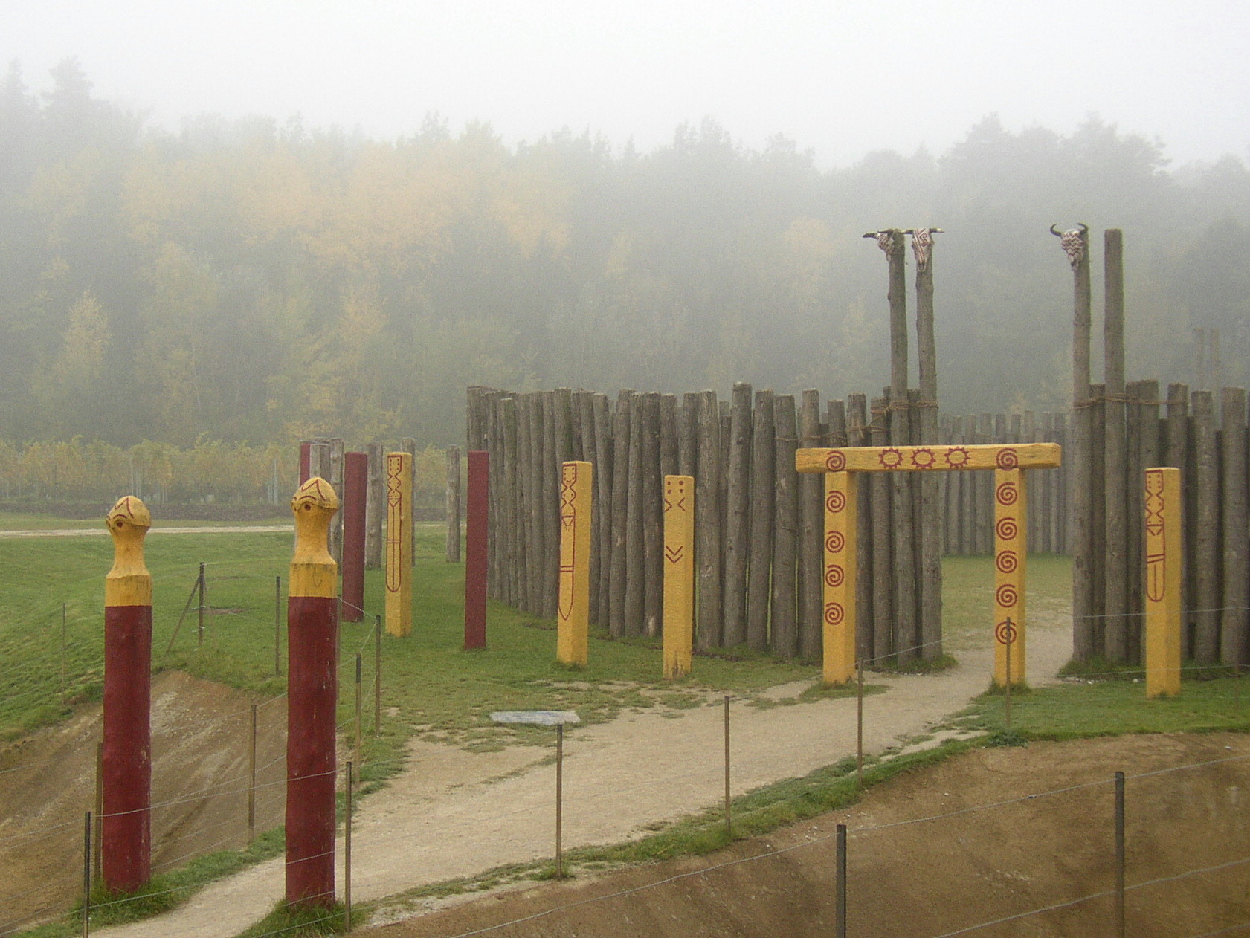
Реконструкція круглих канав біля Хельденберга, Нижня Австрія

Рондела (кільцева канава) — доісторична земляна споруда, як правило, епохи мезоліту та раннього неоліту, характерна переважно для Центральної Європи. Область їх поширення цілком збігається з поширенням культури лінійно-стрічкової кераміки та пізніших культур, що походять від неї. Пізніше подібні споруди також будувала культура лійчастого посуду.
У плані є коло або еліпс. Аналогічні споруди біля Великої Британії називають хенджами.
Якщо по колу споруди розставлені менгіри (кам'яні брили, валуни, стели), то заведено говорити про кромлех.

## Доісторична Європа
Прикладами рондел можуть бути Голоринг і Гозекське коло, розташовані в Німеччині. Загалом у Центральній Європі (Німеччині, Австрії, Словаччині, Чехії) археологам відомо півтори сотні подібних споруд.
Діаметр рондел варіюється від 20 до 130 метрів, усі вони відносяться до 5 тисячоліття до н. е. В їх околицях виявлено знаряддя, кістки та деякі інші артефакти. Найбільша з подібних споруд виявлена в Лейпцигу в 1990-і роки, і ще одна — біля селища Айтра поряд з Лейпцигом. За знахідками в контексті круглих канав і пов'язаних з ними поселень з характерною рисою — довгими будинками — передбачається, що вони безперервно використовувалися протягом майже 200 років приблизно до 4600 років до н. е.
Будівельники рондел зазвичай пов'язуються з культурою лінійно-стрічкової кераміки та похідних від неї. Очевидно, вони жили в общинних довгих будинках і займалися розведенням худоби: великої рогатої, овець, кіз та свиней. Передбачається, що будівельники кільцевих канав мігрували до Західної Європи у 6-му тисячолітті до н. е. з рівнин Дунаю (нині Угорщина та Сербія). Вони виготовляли знаряддя з дерева, каміння та кісток, а також робили кераміку.

## Доколумбова Америка
Аналогічні споруди, відомі як «кола ради», виявлені археологами при розкопках поселень XV—XVII ст. н. е. племені вчіта — колись одного з найбільших племен Північної Америки. Ці споруди розташовувалися у центрі поселень; практично всі артефакти немісцевого походження були виявлені всередині цих кіл.